# خلوة (إسلام)
الخلوة مصطلح إسلامي له استعمالات ذات أحكام شرعية. والخلوة في التعريف اللغوي الانفراد بالشيء أو معه أو إليه، يقال: خلا المكان والشيء إذا لم يكن فيه أحد،
ويقال: خلا الرجل إذا وقع في موضع خال لا يزاحم فيه،
كما يقال: اخل بأمرك أي تفرد به وتفرغ له، وخلا الرجل بصاحبه وإليه ومعه.
وفي المعجم الوسيط الخلوة هي مكان الانفراد بالنفس أو بغيرها. واصطلاحا: هي انفراد بين شخصين في غيبة عن أعين الناس، في مكان ساتر، يمكنهما الوطء وإن لم يفعلاه، ويترتب على انفرادهما حكم شرعي يؤثر فيهما أو في أحدهما.

## أنواع الخلوة من ناحية الشرع
- خلوة محرمة: أن يختلي الرجل بامراة ليست بزوجة ولا ذات قرابة محرمة للنكاح بسبب مباح ( الرضاعة ) أو نسب .لأنه لا يؤمن مع الخلوة وقوع المحظور.
- خلوة شرعية صحيحة وهي: أن يختلي رجل بامراة عقد عليها شرعا أي خلوة تتم بين الزوجين ويمكن في هذه الخلوة أن يطء الرجل زوجته ،وسواء حدث هذا الوطء ام لا وجب للزوجة المهر كاملاً.

وحد الخلوة الصحيحة عند الحنيفة أن يجتمع الزوجان بعد العقد الصحيح في مكان يأمنان فيه من دخول أحد عليهما بدون إذنهما أو يطلع عليهما، وليس هناك مانع يمنعهما من المخالطة الجنسية، فإذا لم يكن المكان آمناً لا تكون صحيحة، وإن كان آمناً ووجد المانع لا تكون صحيحة أيضاً.
والموانع كما عّدها الفقهاء
1. حقيقي :ويسميه بعض الفقهاء بالحسي كالمرض الذي يحول بينهما وبين التمتع الكامل.
2. شرعي :كأن يكون أحدهما صائماً في رمضان، أو محرماً بحجة فريضة أو نفل أو بعمرة، أو تكون المرأة حائضاً أو نفساء فكل ذلك مانع شرعاً.
3. طبعي :كأن يكون معهما ثالث عاقل ولو كان صغيراً يستطيع التعبير عما وقع بينهما .

## أدلة على تحريم الخلوة
عن عقبة بن عامر أن رسول الله - ص- قال: «إياكم والدخول على النساء!» فقال رجل من الأنصار: أفرأيت الحمو؟ قال: «الحمو الموت!» . متفق عليه.
عن ابن عباس : أن رسول الله ﷺ قال: «لا يخلون أحدكم بامرأة إلا مع ذي محرم» . متفق عليه
عن بريدة قال: قال رسول الله -ص-: «حرمة نساء المجاهدين على القاعدين كحرمة أمهاتهم، ما من رجل من القاعدين يخلف رجلا من المجاهدين في أهله، فيخونه فيهم إلا وقف له يوم القيامة، فيأخذ من حسناته ما شاء حتى يرضى» ثم التفت إلينا رسول الله ﷺ فقال: «ما ظنكم» ؟ . رواه مسلم.
عن النَّبيِّ ﷺ قال: «لا يخلونَّ رجلٌ بامرأةٍ، إلاَّ كانَ ثالثهُما الشَّيطانُ». أخرجه الترمذي